# Дойнангнон
Дойнангнон (тай. ดอยนางนอน), «Гора Сплячої Дами» — гірський хребет тайського високогір'я, розташований у провінції Чіанграй, Таїланд. Входить до гірської системи карстових утворень Північного Таїланду з численними водоспадами і печерами.

## Розташування
Дойнангнон складається з довгого гірського хребта, розташованого на західній стороні шосе між містом Чіанграй і селом Месай. Велика частина хребта розташована біля села Месай, простягаючись на захід і південний захід уздовж кордону з М'янмою. Силует гірського хребта при погляді з певних кутів має форму лежачої жінки з довгим волоссям.

## Історія
У 1986 році восьмикілометровий сектор, який включає вхід до головної печери, оголошено лісовим парком Тхам Луанг – Кхун Нан Нанг.

## Легенда
В тайському фольклорі існує легенда про те, як виникла ця гора. Колись тут жила прекрасна молода принцеса, коханець покинув її вагітною. Перед відходом він дав їй перстень і пообіцяв повернутися. Леді стала чекати, але час минав, а її коханий не повертався. Одного разу жінка вирішила пошукати чоловіка. Вона пішла з дому на його пошуки. Жінка з тривогою бродила полями й лісами околиць, але не могла його знайти. Однак вона не здавалася, вона все ходила й ходила, поки від втоми не змогла більше ходити.
Тоді жінка зрозуміла, що її коханий покинув її. Вона зняла обручку і викинула її. Обручка впала в Нонгвен (หนอง แหวน), у районі Мечан. Молода жінка була настільки виснажена, що лягла на спину, поклавши голову на гору Дойдун. Дивлячись на небо, вона гірко плакала, вмираючи від відчаю і розбитого серця. Після її смерті в цьому районі виріс до величезних розмірів привид жінки. Він нагадував за обрисами форму сплячої жінки (นาง นอน) з оберненим догори обличчям. Її живіт з не народженою дитиною перетворився на розташовану поблизу гору Дойдун.

## Туризм
Туристам на гору Дойнангнон найкраще дивитися з місцевості Мечан, району Мечан. Місцеві гіди люблять жартувати, що, якщо «дама» встане на ноги, то Дойнангнон стане найвищою горою в світі.
В околицях гори містяться низка печер і водних об'єктів. Деякі з них є туристичними пам'ятками. Серед них:
- Тхамлуанг — печера з численними сталактитами і сталагмітами. Бічні гілки цієї печери розходяться від центральної на кілька кілометрів. Печера стала популярною в липні 2018 року через проведену в ній операцію з порятунку дітей та їх тренера з молодіжної футбольної команди.
- Khun Naam Naang Non — природна водойма, в який вода стікає зі скель. Ця вода, за переказами, це сльози примари леді.